# Tempskya
Tempskya, fosilni rod paprati iz reda osladolike.

## Opis
Tempskya je rod fosilnih drvenastih paprati iz mezozojske ere (prije oko 65 do 250 milijuna godina), koje čine porodicu Tempskyaceae, red Polypodiales. Bila je među najbizarnijim biljkama, s nerazgranatim deblom do 40 cm (16 inča) u promjeru, koje se tupo sužavalo do visine od oko 6 metara (20 stopa) i gusto prekriveno gornje dvije trećine malim lišćem. Donji dio debla bio je gotovo u potpunosti sastavljen od vlaknastih korijena; stabljike su se nastavljale više prema gore raštrkane među korijenjem, postajući slobodne, ali stisnute zajedno po cijelom gornjem dijelu debla.
Njegovo deblo se naziva 'lažna stabljika' jer se sastoji od mnogo malih razgranatih stabljika i velikog broja zračnih korijena. Stabljike, promjera 2,5 - 10 mm, izbacile su mase korijenčića (promjera oko 1 mm). Stvorili su masu poput filca oko stabljika. Kako su se stabljike neprestano granale, formirana je čvrsta 'lažna stabljika'. Iz stabljika su neprestano izvirivale peteljke. Na vanjskoj strani debla razvili su se u 'filopodije' ili baze listova. Pretpostavlja se da su na njih bili pričvršćeni listovi biljke, ali nije poznato kako su izgledali. Pridruženi listovi nikada nisu pronađeni.
'Lažna stabljika' mogla je doseći visinu od oko 6 metara i promjer od 50 cm. Pronađena je stabljika veličine 1 m. Najveći promatrani promjer je oko 40 cm.
Okamenjeni primjerci Tempskye iz Europe većinom su nepotpuno sačuvani. U nekim dijelovima SAD-a poput Idaha i Wyominga pojavljuju se savršeno silicificirana debla.

## Vanjske poveznice
- Tempskya, Mike Viney